# Cestistica Civitavecchia
La Cestistica Civitavecchia è la principale squadra di pallacanestro della città, nata nel 1948. Attualmente milita nel campionato di serie C1 e partecipa a tutti i campionati giovanili regionali. La Cestistica Civitavecchia ha anche partecipato al campionato di Serie A.

## Storia
La Cestistica Civitavecchia è stata fondata nel 1948 grazie all'iniziativa del professor Aldo Vespa. L'attività sportiva ebbe inizio con un gruppo di giovani appassionati che, utilizzando uno spiazzo sterrato vicino allo stabilimento dell'Italcementi, diedero vita al primo campo da basket della città. Nei primi anni, la squadra cittadina raggiunse traguardi notevoli: dal 1951 al 1953 militò nel campionato di serie A e successivamente, fino al 1958, in serie B. Tuttavia, problemi economici costrinsero la società a interrompere l'attività proprio nel 1958.
Nel 1963 la Cestistica Civitavecchia riprese la sua attività, grazie a un nuovo campo di fortuna situato in centro città, oggi utilizzato per tornei estivi. In breve tempo, la squadra riuscì a tornare in serie B.
Il vero punto di svolta arrivò nel 1970, quando l'imprenditore Vincenzo Riccucci, grande appassionato di pallacanestro, ottenne dall'Amministrazione Comunale un terreno su cui costruì, in tempi record, un capannone industriale adibito a impianto sportivo. L'impianto è situato a San Gordiano ed è intitolato a Riccucci.
Nel 2024-2025, la società è iscritta alla Serie C.

### Cronistoria
| Cronistoria della Cestistica Civitavecchia |
| --- |
| - 1948 · fondazione della Cestistica Civitavecchia. - 1951-1952 · 1ª nel Girone O di Serie C, 1ª nel Concentramento 3, 3ª nel concentramento finale, promossa in Serie B. - 1952-1953 · 2ª nel Girone C di Serie B. - 1953-1954 · 4ª nel Girone C di Serie B. - 1954-1955 · 5ª nel Girone C di Serie B, perde lo spareggio, ammessa in Serie A. - 1955-1956 · 2ª nel Girone B di Serie A. - 1956-1957 · 7ª nel Girone B di Serie A. - 1957-1958 · 8ª nel Girone B di Serie A, non si iscrive. - 1963 · la Cestistica Civitavecchia riprende l'attività. - 1964-1965 · 1ª in Serie B Lazio, 3ª nel terzo concentramento, ammessa in Serie C. - 1965-1966 · 3ª nel Girone F di Serie C. - 1966-1967 · 1ª nel Girone D di Serie C. - 1967-1968 · 10ª nel Girone C di Serie C. - 1968-1969 · 10ª nel Girone C di Serie C. - 1969-1970 · 3ª nel Girone C di Serie C. - 1970-1971 · 9ª nel Girone C di Serie C. - 1971-1972 · 12ª nel Girone C di Serie C. |